# 阿替韦啶
阿替韦啶（INN：Atevirdine）是一种非核苷逆转录酶抑制剂，已被研究用于治疗 HIV。

## 合成

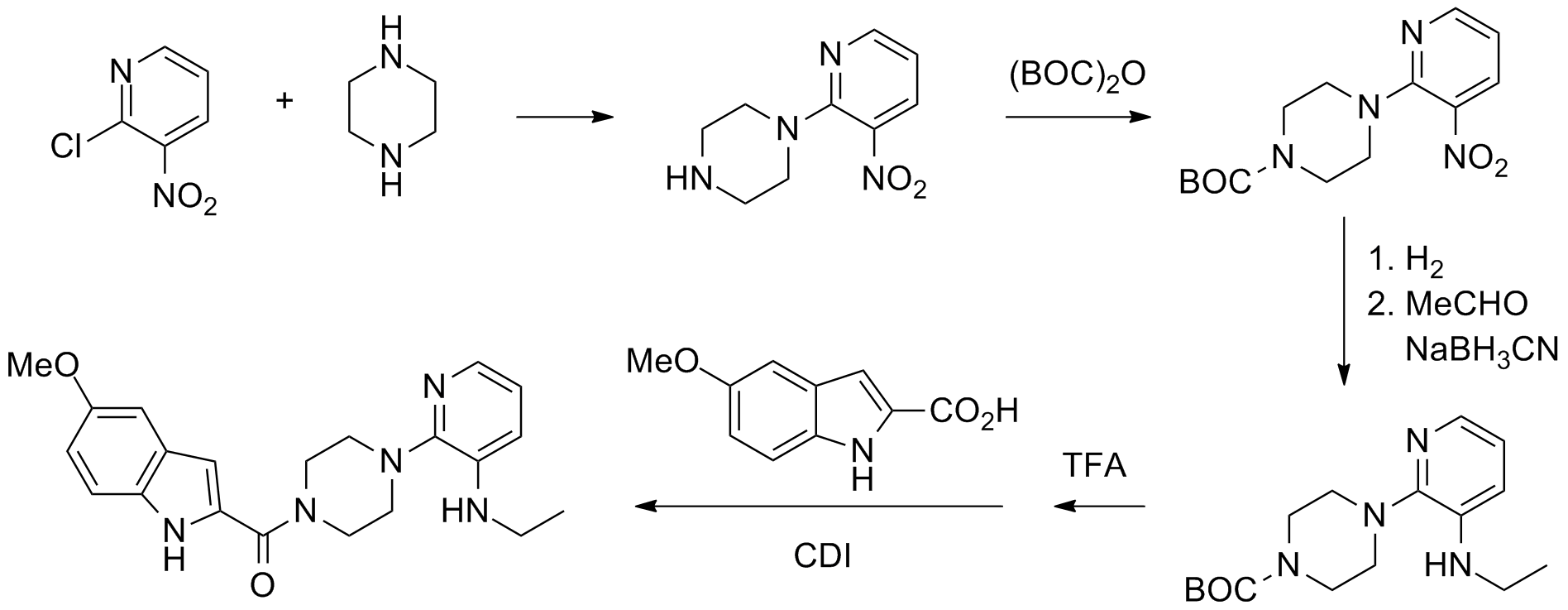
阿替韦啶合成：SAR：

制备吡啶基哌嗪结构始于将2-氯-3-硝基吡啶的氯原子通过哌嗪进行芳香族取代反应，得到3。然后，将该化合物与焦碳酸二叔丁酯反应得到4。随后，通过催化氢化将硝基团还原。在氰基硼氢化锂存在下，通过乙醛进行还原烷基化反应得到相应的N-乙基衍生物。通过与三氟乙酸反应可除去保护基。将得到的胺与5-甲氧基-3-吲哚乙酸的咪唑衍生物反应，生成了阿替韦啶。